# Monatélé
Monatélé – miasto w Kamerunie, w Regionie Centralnym, stolica departamentu Lekié. Liczy około 11,5 tys. mieszkańców.